# Xenonhexafluoride
Xenonhexafluoride is een anorganische verbinding van xenon en fluor met als brutoformule XeF6.
Xenonhexafluoride is een kleurloze vaste stof en is een van de drie stabiele fluorverbindingen die gevormd kunnen worden met xenon. Het is een witte, vaste stof, die stabiel is bij kamertemperatuur, maar met water snel reageert tot xenontrioxide.

## Synthese
Xenonhexafluoride kan worden bereid door xenondifluoride lang te verhitten in aanwezigheid van fluorgas, bij hoge temperatuur en onder hoge druk:
{\displaystyle \mathrm {XeF_{2}\ +\ 2\ F_{2}\ \longrightarrow \ XeF_{6}} }